# 村上真一
村上 真一（むらかみ しんいち、1897年6月16日 - 1956年7月2日）は、将棋棋士。八段。木見金治郎九段門下。広島県呉市出身。

## 経歴・人物
1923年、四段昇段。若手時代、関根金次郎十三世名人と対局する機会を得るも敗れた。
1942年、名人挑戦者を賭けた五〜七段戦を勝ち抜き、名人戦予選に参加。
戦後も1946年、順位戦A級に参加するが、翌年は全敗で降級。当時は現在と比べると引退時期が総じて早かったものの長く現役であり続け、1952年以降は現役最高齢棋士となった。
1955年6月30日、第2回早指し王位決定戦2回戦において当時15歳(村上より43歳年下)の新鋭加藤一二三と対局し敗れた。加藤が公式戦で対局した最年長の棋士。なお加藤は当時南口繁一門下（1998年に劔持松二門下に変更）で、南口は村上門下であったため、“孫弟子からの恩返し”を受ける形となった。
1956年、順位戦B級2組在籍のまま逝去。
弟子は上述の南口の他に、木下晃もいる。

## 昇段履歴
- 1922年0月0日：入門 [3]
- 1923年0月0日：四段
- 1943年0月0日：八段 [3]
- 1956年7月2日：現役死去 [3]

## 主な成績
- 順位戦A級 通算2期

| 開始 年度 | (出典)順位戦出典 | (出典)順位戦出典 | (出典)順位戦出典 | (出典)順位戦出典 | (出典)順位戦出典 | (出典)順位戦出典 | (出典)順位戦出典 | (出典)順位戦出典 |
| 開始 年度 | 期               | 名人             | A級              | B級              | B級              | C級              | C級              | 0                |
| 開始 年度 | 期               | 名人             | A級              | 1組              | 2組              | 1組              | 2組              | 0                |
| --- | ---------------- | ---------------- | ---------------- | ---------------- | ---------------- | ---------------- | ---------------- | ---------------- |
| 順位戦の 枠表記 は挑戦者。 右欄の数字は勝-敗(番勝負/PO含まず)。 順位戦の右数字はクラス内順位 ( x当期降級点 / *累積降級点 / +降級点消去 ) |                  |                  |                  |                  |                  |                  |                  |                  |

## 表彰
- 1953年3月29日 - 広島市文化功労者（広島地方の将棋普及に貢献）[5][6]